# Panzeria bicarina
Panzeria bicarina là một loài ruồi trong họ Tachinidae.